# Micrositio (ecología)
Un micrositio es un término utilizado en ecología para describir un bolsillo dentro de un entorno con características, condiciones o características únicas. La clasificación de diferentes microsites puede depender de la temperatura, la humedad, la luz solar, la disponibilidad de nutrientes, las características físicas del suelo, la cubierta vegetal, etc. Al ser un subambiente dentro de un entorno, examinaremos las cualidades que diferencian un micrositio de otro dentro de un entorno en esta pieza. 

## Características del micrositio
Los micrositios que son un subconjunto del entorno pueden identificarse con los suyos propios: 

### Temperatura
Se refiere a la temperatura del entorno circundante medida en grados Fahrenheit. La temperatura de un micrositio puede no ser necesariamente la misma con otro, incluso si están estrechamente relacionados en términos de ubicación.

### Humedad
Se refiere a la cantidad relativa de humedad que podría mantenerse en el aire. Cuanto más saturado está el aire con vapor de agua en un micrositio, más relativo está en humedad.

### Luz del sol
Las plantas usan la energía de la luz solar para llevar a cabo la fotosíntesis. La posibilidad de que la luz solar llegue a un micrositio es otra característica distintiva que crea diferencias entre micrositios. Hay algunas áreas que la luz solar no alcanza, lo que crea una condición ambiental diferente a las que alcanza el sol, lo que hace que algunas plantas tengan más estado físico que otras.

### Disponibilidad de nutrientes.
Algunos micrositios son ricos en nutrientes, mientras que otros no. Esta es una gran diferencia porque las semillas germinan más en micrositios que tienen más nutrientes que los que les faltan. Esto se debe a que las plantas y otros autótrofos obtienen los nutrientes (nitrógeno, fósforo, potasio, calcio, magnesio y azufre) que necesitan del suelo y el agua disponibles en su micrositio.

### Características físicas del suelo.
Las plantas obtienen hidrógeno del agua que se encuentra en el suelo. Los animales están influenciados por las características físicas del suelo, por ejemplo, donde un pez sobrevivirá no es lo mismo que un camello o una cabra. Todas estas características ayudan a diferenciar un micrositio de otro y explican la existencia de organismos en uno y no en el otro. 

### Cubierta vegetal
Esto se refiere a colecciones de especies de plantas sobre una superficie terrestre. Un micrositio en la Sabana es diferente al del Sahara debido a su cubierta vegetal. Esto explica las diferencias que existen entre el tipo de organismos que viven en ambas áreas. 

## Influencia del micrositio sobre la selección delhábitat
Con los muchos micrositios que existen en un entorno, los organismos suelen basar su selección de hábitos en las características del micrositio con el que se encuentran. Ser capaz de elegir el mejor micrositio influirá positivamente en la supervivencia, el crecimiento y la reproducción del organismo. La elección de un buen micrositio tiene una relación directa con la futura generación de los organismos.

## Limitación de micrositios
No todos los micrositios tienen los ingredientes necesarios que las plantas y los animales necesitan para sobrevivir y crecer. Si bien algunos pueden tener, puede surgir alguna condición para hacer que esos ingredientes no estén disponibles nuevamente en el medio ambiente, como la contaminación o las especies invasoras. En el caso de las plántulas; las plántulas necesitan aire, luz, tierra y humus para crecer y sobrevivir. La falta de estos elementos causará un factor de limitación de crecimiento en dicho micrositio y también problemas de supervivencia. Lo mismo se aplica a los animales pero, sin embargo, en los animales pueden emigrar a otras áreas que favorecen su crecimiento y supervivencia, mientras que aquellos que no pueden tendrán una condición física limitada. 